# ОШ „Јован Јовановић Змај” Стопања
ОШ „Јован Јовановић Змај” у Стопањи, једна је од установа основног образовања у општини Трстеник. Школа носи име једног од најпознатијих песника Јована Јовановића Змаја.
Школа је основана 1849. године. Поред матичне школе постоје и издвојена одељења у местима: Стари Трстеник, Бресно Поље, Тоболац, Велуће, Риђевштица, Горња Омашница и Доња Омашница и Округлица.